# Бабанов, Владимир Владимирович
Владимир Владимирович Бабанов (22 декабря 1978, Тюмень) — российский футболист, выступавший на позиции вратаря. Сыграл два матча в премьер-лиге России.

## Биография
Воспитанник тюменского футбола. В 1996 году играл за мини-футбольную команду «Локомотив» (Тюмень). С 1996 года выступал за резервные команды «Тюмени». Дебютировал в высшем дивизионе 5 июля 1998 года в матче против московского «Спартака», выйдя на замену на 80-й минуте вместо Виктора Гончарова, причём играл в поле, так как команда переживала кризис и в ней не хватало полевых игроков. Второй и последний раз принял участие в матче премьер-лиги 20 сентября 1998 года в игре против ЦСКА, уже на позиции вратаря.
В дальнейшем ещё несколько лет играл в составе «Тюмени», но основным вратарём не был. В 2000 году сыграл в составе команды шесть матчей во втором дивизионе. В 2003—2004 годах выступал на любительском уровне за тюменский «СДЮШОР-Сибнефтепровод», вскоре переименованный в «СДЮШОР-Газпромбанк». В 2005 году вернулся в ведущую команду города — ФК «Тюмень», в её составе стал победителем западно-сибирской зоны первенства ЛФЛ, отыграв 15 матчей. На следующий сезон команда играла во втором дивизионе, однако вратарь ни разу не вышел на поле и по окончании сезона завершил карьеру.
Окончил Тюменский государственный университет (2001). По окончании карьеры работал детским и взрослым тренером вратарей в ФК «Тюмень». Также играл на любительском уровне за тюменские команды «Спорт-Мода» и «Прибой».